# NGC 3301
NGC 3301 = NGC 3760 ist eine linsenförmige Galaxie vom Hubble-Typ SB0/a im Sternbild Löwe auf der Ekliptik. Sie ist schätzungsweise 57 Millionen Lichtjahre von der Milchstraße entfernt und hat einen Durchmesser von etwa 60.000 Lj. Die Entfernungsmessungen basierend auf den Radialgeschwindigkeiten stimmen nicht mit den rotverschiebungsunabhängigen Entfernungsschätzungen von 82 ± 9 Millionen Lichtjahren überein.
Im selben Himmelsareal befindet sich u. a. die Galaxie NGC 3287.
Das Objekt wurde am 12. März 1784 vom deutsch-britischen Astronomen William Herschel (als NGC 3301 gelistet) und am 21. Februar 1863 vom deutsch-dänischen Astronomen Heinrich d’Arrest (als NGC 3760 aufgeführt) entdeckt.